# Александар Ніколов (плавець)
Александар Ніколов (18 червня 1992) — болгарський плавець.
Учасник Олімпійських Ігор 2016 року.